# Stazione di Cusano Milanino
Stazione di Cusano Milanino 2015-ben bezárt vasútállomás Olaszországban, Lombardia régióban, Cusano Milanino településen.

## Vasútvonalak
Az állomást az alábbi vasútvonalak érintették:
- Milánó–Asso-vasútvonal

## Kapcsolódó állomások
A vasútállomáshoz az alábbi állomások vannak a legközelebb:
- Stazione di Cormano-Cusano
- Stazione di Paderno Dugnano